# Jerzy Bednarek
Jerzy Daniel Bednarek (ur. 1971) – polski historyk i archiwista, doktor habilitowany nauk humanistycznych w zakresie historii (2021), pracownik Instytutu Pamięci Narodowej – Komisji Ścigania Zbrodni przeciwko Narodowi Polskiemu.

## Życiorys
W 1995 r. ukończył studia na Wydziale Filozoficzno-Historycznym Uniwersytetu Łódzkiego. Tamże, w 2000 r., uzyskał stopień doktora nauk humanistycznych na podstawie rozprawy pt. Spory wokół wydarzeń krajowych 1846 r. na łamach prasy Wielkiej Emigracji w latach 1846-1848. Pracę doktorską napisał pod kierunkiem prof. dr hab. Aliny Barszczewskiej-Krupy.
W latach 2007–2010 kierował Wydziałem Badań Archiwalnych i Edycji Źródeł Biura Udostępniania i Archiwizacji Dokumentów Instytutu Pamięci Narodowej w Warszawie, a w okresie od 2018 do 2020 pełnił funkcję zastępcy dyrektora Biura Badań Historycznych Instytutu Pamięci Narodowej w Warszawie.
Współtworzył i był pierwszym redaktorem naczelnym rocznika naukowego wydawanego przez IPN pt. „Przegląd Archiwalny Instytutu Pamięci Narodowej” (2008–2019). W latach 2010–2012 wchodził w skład redakcji periodyku naukowego pt. „Aparat Represji w Polsce Ludowej 1944–1989”. Jest członkiem polsko-ukraińskiej grupy roboczej, publikującej tomy źródłowe w serii „Polska i Ukraina w latach trzydziestych–czterdziestych XX wieku. Nieznane dokumenty z archiwów służb specjalnych”, a także polsko-rumuńskiej grupy roboczej historyków i archiwistów, którą tworzą pracownicy Archiwum IPN oraz Narodowych Archiwów Rumunii. Wchodzi w skład kolegium recenzentów pisma naukowego „Archiwa – Kancelarie – Zbiory” wydawanego przez Uniwersytet Mikołaja Kopernika w Toruniu. Jest członkiem Rady Naukowej serii wydawniczej „Symposia Archivistica”, która powstała w 2014 r. z inicjatywy prof. dr. hab. Bohdana Ryszewskiego.
Był konsultantem historycznym wielokrotnie nagradzanego filmu Jana Jakuba Kolskiego pt. Ułaskawienie (2018), podejmującego problematykę żołnierzy wyklętych i komunistycznych represji w powojennej Polsce.
Stopień doktora habilitowanego nauk humanistycznych w zakresie historii uzyskał 9 listopada 2021 r. na Uniwersytecie Mikołaja Kopernika w Toruniu. Podstawą jego przewodu habilitacyjnego była publikacja pt. Wokół pamięci i historii. Działalność archiwalna Instytutu Pamięci Narodowej w latach 2000-2016.

## Zainteresowania naukowe
Zajmuje się naukowo teorią i metodyką archiwalną, polską myślą polityczną w XIX w., komunistycznym aparatem represji i działalnością konspiracji niepodległościowej w powojennej Polsce.

## Publikacje książkowe
- Spory wokół wydarzeń krajowych 1846 roku na łamach prasy Wielkiej Emigracji w latach 1846–1848, Toruń 2003, ISBN 83-7322-650-8.
- W kręgu „teczek”. Z badań nad zasobem i funkcjami archiwum Instytutu Pamięci Narodowej, red. Jerzy Bednarek, Paweł Perzyna, Toruń 2006, ISBN 978-83-7441-496-8.
- Kępno i Ziemia Kępińska w latach 1945–1956. Studia i szkice, red. Jerzy Bednarek, Joanna Żelazko, Łódź 2007, ISBN 978-83-9258-205-2
- Informator o zasobie archiwalnym Instytutu Pamięci Narodowej (stan na dzień 31 grudnia 2008 roku), red. Jerzy Bednarek, Rafał Leśkiewicz, Warszawa 2009, ISBN 978-83-7629-068-3.
- Wielki terror: operacja polska 1937–1938, oprac. zbiorowe, Warszawa–Kijów 2010, („Polska i Ukraina w latach trzydziestych – czterdziestych XX wieku. Nieznane dokumenty z archiwów służb specjalnych”, t. 8), ISBN 978-83-7629-146-8.
- Poland and Ukraine in the 1930s and 1940s. Documents from the Archives of the Secret Services, oprac. zbiorowe, Łódź–Warsaw–Kiev 2012, ISBN 978-83-63695-01-9.
- Sowiecki system obozów i więzień. Przykłady wybranych państw, red. Jerzy Bednarek, Łódź 2013, ss. 288, ISBN 978-83-63695-10-1.
- Polscy uchodźcy w Rumunii 1939–1947. Dokumenty z Narodowych Archiwów Rumunii / Refugiaţii polonezi în România 1939–1947. Documente din Arhivele Naţionale ale României, oprac. zbiorowe, Warszawa–Bukareszt 2013, ISBN 978-83-7629-397-4.
- Standaryzacja opisu archiwalnego, red. Jerzy Bednarek, Paweł Perzyna, Warszawa–Łódź 2016, („Symposia Archivistica”, t III), ISBN 978-83-8098-063-1.
- Organizacja Ukraińskich Nacjonalistów w Polsce w latach 1944–1950. Likwidacja struktur kierowniczych, oprac. zbiorowe, Warszawa–Kijów 2017, („Polska i Ukraina w latach trzydziestych – czterdziestych XX wieku. Nieznane dokumenty z archiwów służb specjalnych”, t. 9), ISBN 978-83-8098-349-6.
- Archiwa – Historia – Pamięć. Bilans 15 lat działalności archiwalnej Instytutu Pamięci Narodowej, red. Jerzy Bednarek, Rafał Leśkiewicz, Paweł Perzyna, Łódź–Warszawa 2018, ISBN 978-83-8098-433-2.
- Sowieckie obozy dla jeńców wojennych i internowanych 1939–1956. Przykłady wybranych narodów, red. Jerzy Bednarek, Dariusz Rogut, Łódź 2018, ISBN 978-83-8098-442-4.
- „Polska i Ukraina w latach trzydziestych – czterdziestych XX wieku”. Dwadzieścia lat polsko-ukraińskiego projektu naukowego 1996–2016, red. Jerzy Bednarek, Jurij Szapował, Warszawa–Kijów 2018, ISBN 978-83-8098-388-5.
- Problemy archiwalnych systemów informatycznych, red. Jerzy Bednarek, Paweł Perzyna, Warszawa–Łódź 2019, („Symposia Archivistica”, t. V), ISBN 978-83-8098-680-0.
- W służbie dla prawdy. Prace historyczne dedykowane Zbigniewowi Nawrockiemu (1959–2017), red. Tomasz Balbus, Jerzy Bednarek, Warszawa 2019, ISBN 978-83-8098-745-6.
- Zapomniani wyklęci. Sylwetki żołnierzy powojennej konspiracji antykomunistycznej, red. Jerzy Bednarek, Monika Biernat, Joanna Kwaśniewska-Wróbel, Michał Wołłejko, Warszawa 2019, ISBN 978-83-60846-31-5.
- Rozkaz nr 001353. Operacja proskrypcyjna NKWD 1939–1941, oprac. zbiorowe, Warszawa–Kijów 2020 („Polska i Ukraina w latach trzydziestych – czterdziestych XX wieku. Nieznane dokumenty z archiwów służb specjalnych”, t. 10), ISBN 978-83-8229-059-2.
- Wokół pamięci i historii. Działalność archiwalna Instytutu Pamięci Narodowej w latach 2000-2016 (Warszawa 2021), ISBN 978-83-8229-093-6.

## Odznaczenia i wyróżnienia
- Złoty Krzyż Zasługi (2016)[9]
- Srebrny Krzyż Zasługi (2009)[10]
- Medal „Pro Patria” (2012)[11]
- Medal „Pro Memoria” (2008)[12]